# Konwencja turystyczna

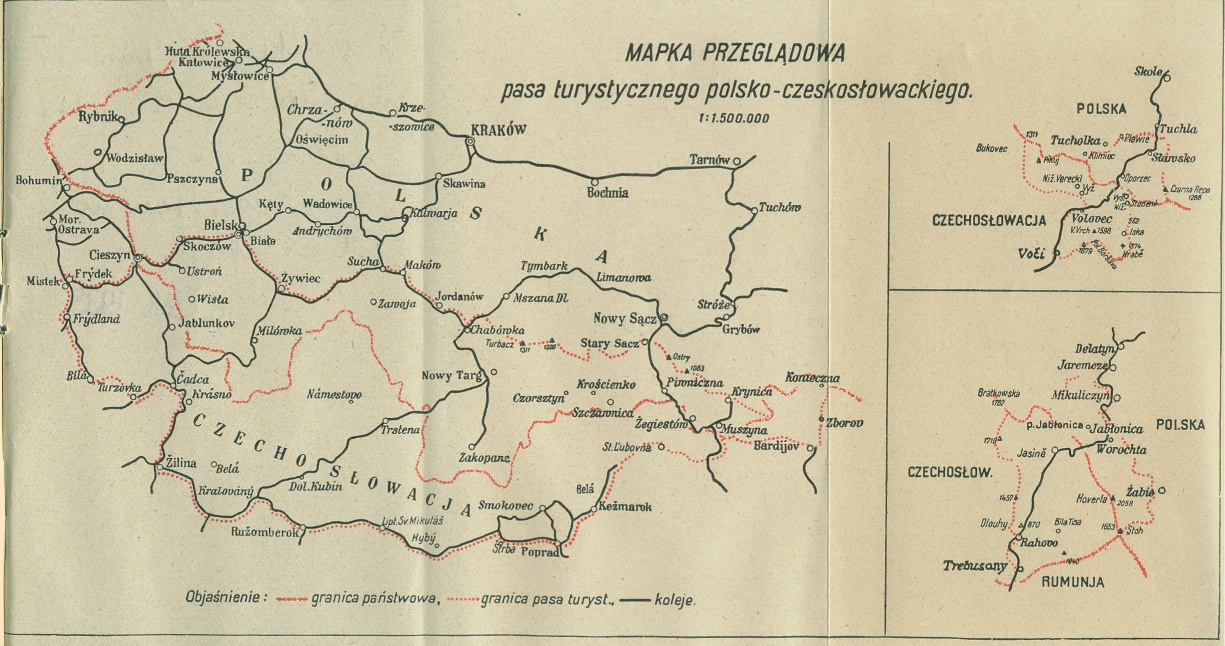
granice pasa konwencji turystycznej w 1935

Konwencja turystyczna – umowa międzynarodowa, najczęściej dwustronna, upraszczająca zasady ruchu transgranicznego w obrębie rejonu turystycznie atrakcyjnego, odwiedzanego przez obywateli stron umowy. Polska pierwszą tego rodzaju konwencję zawarła z Czechosłowacją w 1925, była to Konwencja Turystyczna pomiędzy Rzecząpospolitą Polską a Republiką Czeskosłowacką, podpisana dnia 30 maja 1925 r. w Pradze, opublikowana w Dz. U. nr 57 poz. 333. Weszła ona w życie 12 czerwca 1926, obejmując polskie, czeskie i słowackie tereny przygraniczne w rejonie Śląska, Tatr i Beskidu Wschodniego.
Po II wojnie światowej i zmianach granic przedwojenna konwencja przestała obowiązywać. Przez lata pięćdziesiąte, w okresie stalinizmu, wszystkie kraje bloku wschodniego, izolowały swoje terytoria, nie zezwalając swym obywatelom na przekraczanie granic bez spełnienia licznie piętrzonych warunków, przez co "mały ruch turystyczny" praktycznie zamarł. Dopiero po nieznacznym złagodzeniu polityki podpisano (weszła w życie latem 1961) z Czechosłowacją podobną do przedwojennej konwencję, w której uwzględnione były oprócz Tatr także Sudety – czeskie i polskie Karkonosze, a także atrakcyjna dla obywateli Czechosłowacji zachodnia część Ziemi Kłodzkiej i Jezioro Otmuchowskie.
Po "Jesieni Ludów" i liberalizacji przepisów dotyczących przekraczania granic przez obywateli byłych państw komunistycznych polsko-czechosłowacka konwencja turystyczna straciła rację bytu, a po rozpadzie Czechosłowacji, a później wejściu do Unii Europejskiej Polski, Czech i Słowacji stała się całkowitym anachronizmem, bowiem zgodnie z europejską konwencją o ochronie praw człowieka i podstawowych wolności, każdemu obywatelowi przysługuje prawo do swobody poruszania się, w tym też prawo opuszczenia każdego kraju i skierowania się do innego swobodnie wybranego, jeżeli zostanie tam przyjęty.